# Robert Gaguin

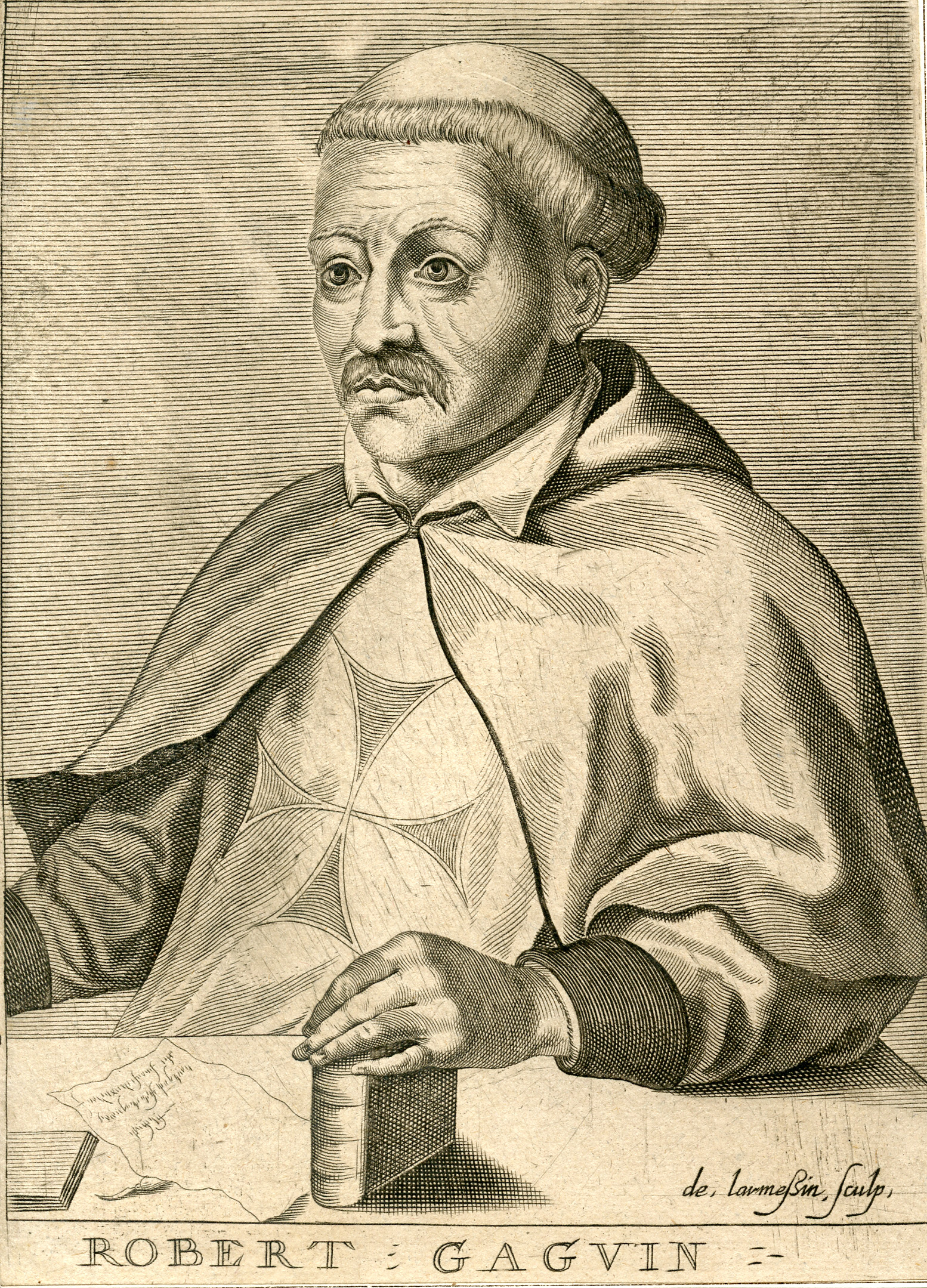
Robert Gaguin; Gravur von Nicolas de Larmessin († 1725)

Robert Gaguin, auch Robert Guaguin (* 1433 in Calonne-sur-la-Lys; † 22. Mai 1501 in Paris) war ein französischer Renaissance-Humanist und Philosoph; er war ab 1472 übergangsweise, ab 1473 endgültig Generalminister des Trinitarierordens.

## Leben
Robert Gaguin verlor seinen Vater in jungen Jahren, woraufhin seine Mutter ihn in den Trinitarierkonvent von Préavin (im Wald von Nieppe bei Morbecque) unterbrachte. Dank der Zuwendungen Isabella von Portugals, Herzogin von Burgund, die in der Nähe, im Château de la Motte-aux-Bois, residierte, konnte er ab 1457 die Universität von Paris besuchen; hier war der gleichaltrige Guillaume Fichet sein Lehrer, der ihm auch eine Universitätslaufbahn als Professor für Rhetorik und Kanonisches Recht ermöglichte. Er erfüllte mehrere Missionen für den Trinitarierorden, kehrte nach Paris zurück, wo er zum Zeitpunkt der Schlacht bei Montlhéry (16. Juli 1465) zwischen König Ludwig XI. und der Ligue du Bien public, vor allem dem Herzog von Burgund, wohnte, woraufhin er es vorzog, den Rest des Jahres und das Jahr darauf in Spanien zu verbringen. 1468 wurde er Minister der Trinitarier in Paris und unternahm eine weitere längere Reise durch Spanien; 1470 arbeiteten Gaguin und Fichet gemeinsam an der Einrichtung der ersten Pariser Druckerei. 1471 traf man ihn in Rom an. In den folgenden Jahren lehrte an der Pariser Universität. 1472 wurde er zum vorläufigen, 1473 endgültig zum Generalminister des Trinitarierordens gewählt. 1477 schickte ihn Ludwig XI. zum Reichstag nach Frankfurt, um das Heiratsprojekt zwischen Erzherzog Maximilian von Österreich und Maria von Burgund zu vereiteln; er scheiterte und Gaguin blieb bis zum Tod des Königs 1483 in dessen Ungnade.
Unter Karl VIII. findet man ihn 1483 in einer bedeutenden Mission in Rom, 1486 kehrt er nach Italien zurück, 1489 war er Gesandter in England; 1492 wurde er nach Deutschland geschickt und hatte eine Auseinandersetzung mit Jakob Wimpfeling – so wie er trotz seiner sonstigen Aktivitäten an allen theologischen und literarischen Fehden seiner Zeit beteiligt war. Er besorgte die Redaktion und Veröffentlichung zahlreicher Werke verschiedener Art, bis er am 22. Mai 1501 im Alter von 68 Jahren in Paris starb. Er wurde in der Kirche des Trinitarier-Konvents von Préavin beigesetzt.

## Werke
Das wichtigste Werk Gaguins ist das Compendium de origine et gestis Francorum. Seit der Zeit Ludwigs XI. versuchte er, sich vom König mit einer offiziellen Geschichte der französischen Nation in klassischem Latein beauftragen zu lassen; seine Eingaben blieben erfolglos und es scheint, dass Gaguin sein Werk zwischen 1483 und 1495 aus eigenem Antrieb verfasst hat. Zu seinen Lebzeiten sah es vier Ausgaben, 1495, 1497 (zwei Ausgaben) und 1501; mit jeder Ausgabe wurde der Bericht ein wenig erweitert; die letzte endet mit dem Jahr 1499. Anfangs in zehn Bücher aufgeteilt, waren es 1501 elf, der letzte Band befasste sich mit der Geschichte Karls VIII. Die neun ersten Bücher (bis 1461) sind eine Kurzfassung der Grandes Chroniques de France in der Ausgabe von 1477, aus denen der Autor einige mythische Teile entfernte, z. B. die Legenden um Karl den Großen. Die Passagen zur Regierung Ludwigs XI. und Karls VIII. stellen eine interessante Chronik dar: Gaguin ist Ludwig XI. wenig günstig gesinnt, ohne aber eine übertriebene Ablehnung zu zeigen. In der Summe ergänzt dieses Werk die Grandes Chroniques, es scheint aber lange Zeit missachtet worden zu sein; es ist kein Standard-Summarium, sondern eines, das von einem Zeitgenossen geschrieben wurde, der üblicherweise gut informiert war.
Das Compendium wurde nach dem Tod des Autors häufig neu aufgelegt, und dies bis 1586 mit verschiedenen Ergänzungen; mehrere dieser Nachdrucke tragen den Titel Annales rerum Gallicarum; es wurde auch ins Französische übersetzt, eine dieser Übersetzungen wurde von Pierre Desrey bis 1514 fortgeführt und erschien als La mer des croniques & mirouer hystorial de France.
Man verdankt Gaguin auch eine gewisse Anzahl von Episteln, die für die Geschichte des Humanismus interessant sind, und die das Ausmaß seiner Kontakte belegen; er machte daraus eine Sammlung von 89 Stücken, dazu eine gewisse Anzahl von Orationes oder Prunkreden, die 1498 in Paris durch Josse Bade verlegt wurden: Epistolae... quædam orationes etc. Unter den Briefpartnern Gaguins finden sich Ambroise de Cambrai, Kanzler der Kirche von Paris, der Staatssekretär Florimond Robertet, Pierre Doriole, Kanzler von Frankreich, Guillaume Fichet, Johann II., König von Portugal, Louis de Rochechouart, Bischof von Saintes, Charles de Gaucourt, Rat und Kammerherr Ludwigs XI., Miles d’Illiers, Bischof von Chartres, Jakob Wimpfeling, Jean d’Amboise, Bischof von Albi, Erasmus von Rotterdam und viele Prälaten und Gelehrte aus Spanien.
Er übersetzte mehrere Werke aus dem Lateinischen ins Mittelfranzösische, darunter Caesars Gallischer Krieg, der 1485 in Paris von Antoine Vérard veröffentlicht wurde (mit den Miniaturen des als Meister des Robert Gaguin bezeichneten Buchmalers), Texte von Titus Livius, sowie 1498 Giovanni Pico della Mirandolas Conseils prouffitables contre les ennuis et tribulations du monde im Jahre 1498. Umgekehrt  übersetzte er 1473 Alain Chartiers Le Curial aus dem Mittelfranzösischen ins Lateinische.